# Chrobotek mączysty

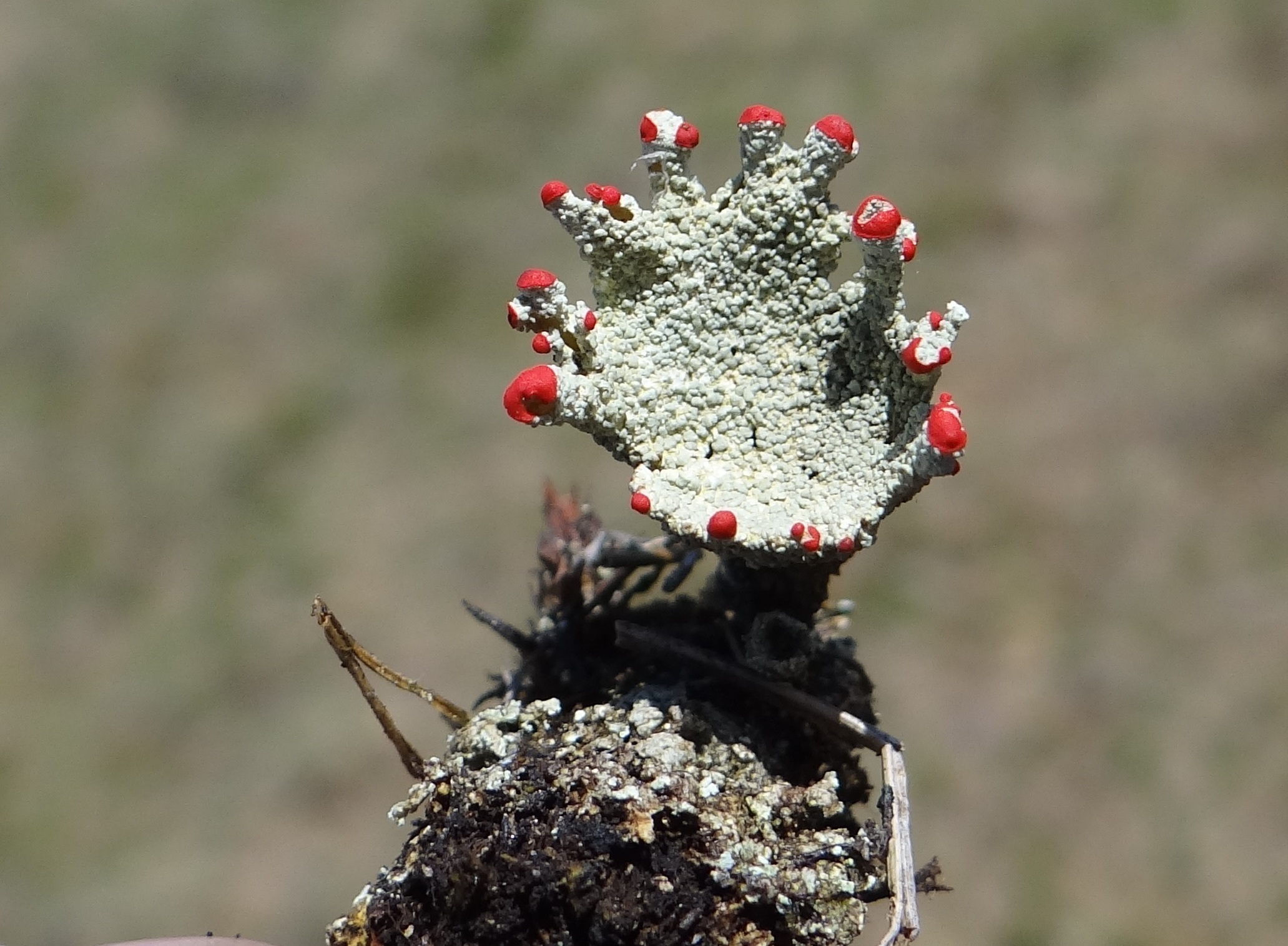
Podecja z apotecjami

Chrobotek mączysty (Cladonia pleurota (Flörke) Schaer.) – gatunek grzybów należący do rodziny chrobotkowatych (Cladoniaceae). Ze względu na współżycie z glonami zaliczany jest do porostów.

## Systematyka i nazewnictwo
Pozycja w klasyfikacji według Index Fungorum: Cladonia, Cladoniaceae, Lecanorales, Lecanoromycetidae, Lecanoromycetes, Pezizomycotina, Ascomycota, Fungi
Po raz pierwszy takson ten zdiagnozował Heinrich Gustav Flörke, jako Capitularia pleurota. Obecną, uznaną przez Index Fungorum nazwę nadał mu w 1850 r. Ludwig Emanuel Schaerer, przenosząc go do rodzaju Cladonia.
Synonimy naukowe:
- Capitularia pleurota Flörke
- Cladonia coccifera subsp. pleurota (Flörke) M. Hauck
- Cladonia coccifera var. pleurota (Flörke) Schaer. 1823
- Cladonia cornucopioides var. grandis Kremp. 1881
- Cladonia cornucopioides var. pleurota (Flörke) F. Wilson 1887

Nazwa polska według Krytycznej listy porostów i grzybów naporostowych Polski.

## Charakterystyka
Plecha pierwotna w postaci drobnych, trwałych lub zanikających łusek. Są one płaskie, wcinane lub głęboko podzielone, mają długość 1–1,5 mm i szerokość 0,5–4 mm. Kieliszkowate podecja mają wysokość do 2,5 cm, dołem grubość 1–3 mm, a ich kieliszek w górnej części ma szerokość do 1 cm. Kieliszek podecjów rozszerza się nagle, lub stopniowo, jego brzeg jest gładki, rzadziej zębaty. Czasami występują kieliszki dwu, lub 3-piętrowe (proliferacja). Powierzchnia z grubą korą, bez łusek, lub występują one tylko w dolnej części. Barwa podecjów szarosiwa lub żółtoszara. Na całej ich powierzchni, lub tylko w górnej części występują urwistki (soredia). Mają postać granulek lub mączystego nalotu i występują także we wnętrzu kieliszków.
Na brzegach kieliszków lub wyrastających z nich wyrostkach często występują czerwone lecideowe apotecja. Mają średnicę 1–1,5 mm i występują pojedynczo, lub w skupiskach. Powstają w nich jednokomórkowe i bezbarwne zarodniki o rozmiarach 8–12 × 2,5 –3,5 μm. W jednym worku powstaje po 8 zarodników. Na obrzeżu kieliszków, rzadko na łuseczkach u podstawy podecjów, występują mikroskopijnej wielkości jajowate pyknidia z czerwoną galaretką. Powstają w nich pykniospory o rozmiarach 6 × μm.
Reakcje barwne: K–, C–, KC+ lekko żółte, P–, UV–. Kwasy porostowe: kwas usninowy i izousninowy, zeorin (w postaci licznych, bardzo małych igiełkowatych kryształków ponad powierzchnią u starszych okazów zielnikowych). W tarczkach apotecjów występuje kwas rodokladonikowy jako czerwony barwnik.

## Występowanie i siedlisko
Poza Afryką występuje na wszystkich kontynentach świata z wyjątkiem Antarktydy, ale jest na należących do Antarktyki wyspach Szetlandy Południowe, Orkady Południowe i inne. Występuje także na wielu wyspach na całym świecie. Na półkuli północnej północna granica zasięgu sięga po Grenlandię i archipelag Svalbard. W Polsce występuje na obszarze całego kraju.
Rośnie na próchnicznej lub piaszczystej glebie, na obumierających mchach, na różnego rodzaju próchnicy, na pniakach. Występuje w lasach, głównie szpilkowych i na terenach odkrytych.

## Gatunki podobne
Okazy bez apotecjów mogą być pomylone z  chrobotkiem cielistym (Cladonia carneola). Odróżnia się on jaśniejszą, żółtawą barwą i liczniejszymi urwistkami. Jego apotecja mają ochrową barwę. Wśród chrobotków o kieliszkowatych podecjach i czerwonych apotecjach podobny jest chrobotek Floerkego (Cladonia floerkeana). Daje on takie same reakcje barwne, odróżnia się jednak brakiem urwistków. Podobny jest także chrobotek koralkowy (Cladonia coccifera).